# Limnophora spoliata
Limnophora spoliata este o specie de muște din genul Limnophora, familia Muscidae, descrisă de Stein în anul 1915. Conform Catalogue of Life specia Limnophora spoliata nu are subspecii cunoscute.